# Yordanov Island
Yordanov Island  (englisch; bulgarisch Йорданов остров Jordanow ostrow) ist eine in ost-westlicher Ausrichtung 600 m lange, 300 m breite und felsige Insel im Archipel der Südlichen Orkneyinseln. Vor der Nordküste von Coronation Island liegt sie 3,95 km ostnordöstlich des Prong Point, 0,8 km östlich der Islote Brusa und 7,7 km nordwestlich des Findlay Point am nordöstlichen Ende der Ommanney Bay. Der Foul Point bildet ihr östliches Ende.
Britische Wissenschaftler kartierten sie 1963. Die bulgarische Kommission für Antarktische Geographische Namen benannte sie 2019 nach Kapitän Jordan Jordanow, Schiffsführer des Trawlers Sagita, der zwischen Dezember 1979 und Juni 1980 in den Gewässern um Südgeorgien operiert hatte.